# Steve McQueen (chanson de Sheryl Crow)
 (octobre 2022).
La mise en forme du texte ne suit pas les recommandations de Wikipédia : il faut le « wikifier ».
Les points d'amélioration suivants sont les cas les plus fréquents. Le détail des points à revoir est peut-être précisé sur la page de discussion.
- Les titres sont pré-formatés par le logiciel. Ils ne sont ni en capitales, ni en gras.
- Le texte ne doit pas être écrit en capitales (les noms de famille non plus), ni en gras, ni en italique, ni en « petit »…
- Le gras n'est utilisé que pour surligner le titre de l'article dans l'introduction, une seule fois.
- L'italique est rarement utilisé : mots en langue étrangère, titres d'œuvres, noms de bateaux, etc.
- Les citations ne sont pas en italique mais en corps de texte normal. Elles sont entourées par des guillemets français : « et ».
- Les listes à puces sont à éviter, des paragraphes rédigés étant largement préférés. Les tableaux sont à réserver à la présentation de données structurées (résultats, etc.).
- Les appels de note de bas de page (petits chiffres en exposant, introduits par l'outil «  Source ») sont à placer entre la fin de phrase et le point final[comme ça].
- Les liens internes (vers d'autres articles de Wikipédia) sont à choisir avec parcimonie. Créez des liens vers des articles approfondissant le sujet. Les termes génériques sans rapport avec le sujet sont à éviter, ainsi que les répétitions de liens vers un même terme.
- Les liens externes sont à placer uniquement dans une section « Liens externes », à la fin de l'article. Ces liens sont à choisir avec parcimonie suivant les règles définies. Si un lien sert de source à l'article, son insertion dans le texte est à faire par les notes de bas de page.
- La présentation des références doit suivre les conventions bibliographiques. Il est recommandé d'utiliser les modèles {{Ouvrage}}, {{Chapitre}}, {{Article}}, {{Lien web}} et/ou {{Bibliographie}}. Le mode d'édition visuel peut mettre en forme automatiquement les références.
- Insérer une infobox (cadre d'informations à droite) n'est pas obligatoire pour parachever la mise en page.

Pour une aide détaillée, merci de consulter Aide:Wikification.
Si vous pensez que ces points ont été résolus, vous pouvez retirer ce bandeau et améliorer la mise en forme d'un autre article.
Pour les articles homonymes, voir Steve McQueen (homonymie).
Singles de Sheryl Crow
Soak Up the Sun (2002) C'mon, C'mon (2003)
Clip vidéo
(en) [vidéo] « Steve McQueen (officiel) (réalisation : Wayne Isham) », sur YouTube
Pistes de C'mon C'mon
- Soak Up the Sun
(2)
Steve McQueen est une chanson de l'artiste américaine Sheryl Crow. Ce titre constitue la première piste et le deuxième single de son quatrième album C'mon C'mon, sorti en 2002 sous le label A&M Records.

## Classement et distinction
Cette chanson est écrite et produite par Sheryl Crow et John Shanks.

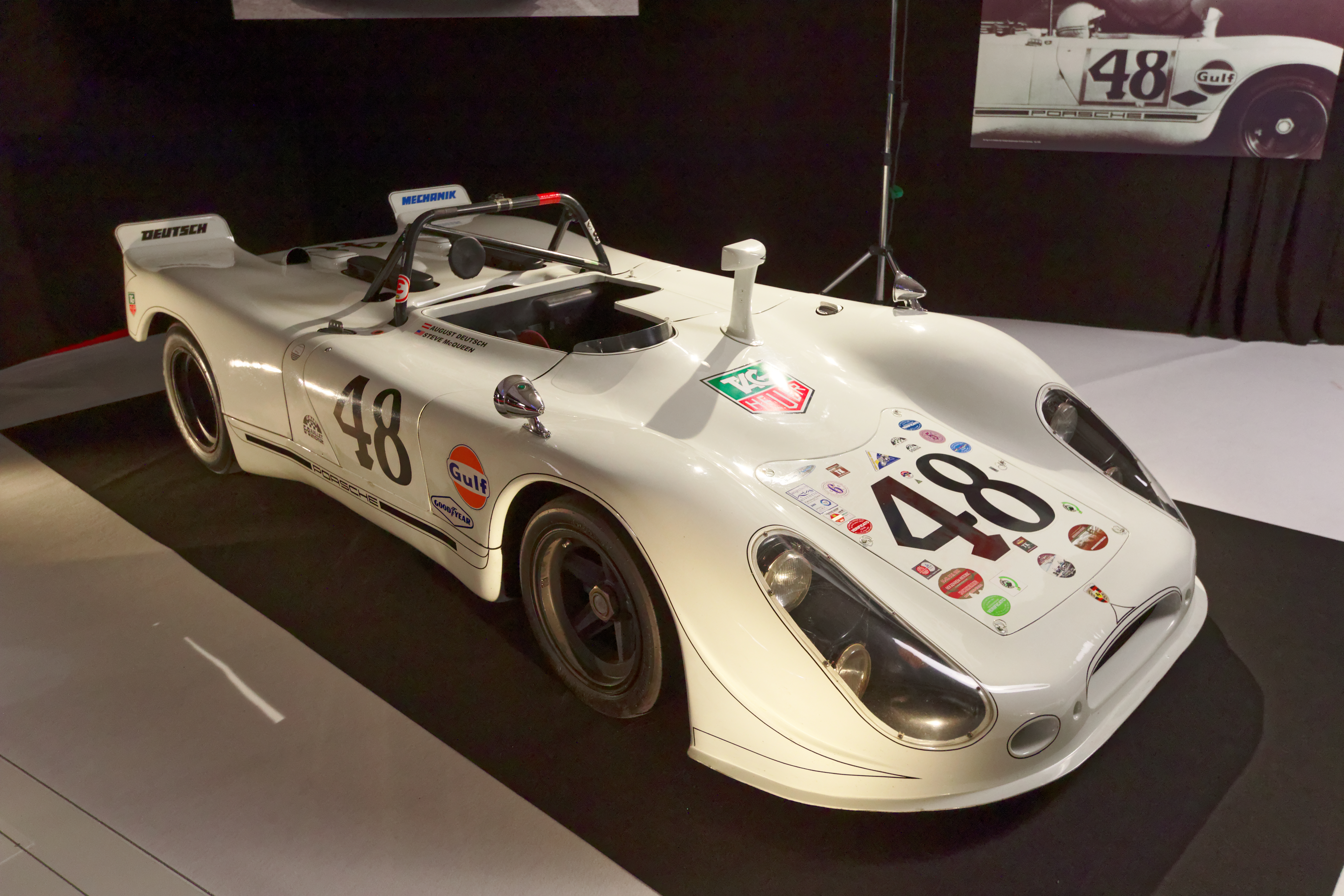
♫Comme Steve McQueen, tout ce qu'il me faut, c'est un bolide...(Sheryl Crow) - Porsche 908-2 Spyder 1969, pilotée par Steeve McQueen...

Le titre culmine à la 88e place du Billboard Hot 100 aux États-Unis, tandis qu'il atteint la 44e place du classement officiel des singles au Royaume-Uni. La chanson se voit récompensée dans la catégorie « Grammy Award de la meilleure chanteuse rock » lors de la cérémonie 2003 des Grammy Awards.

## Clip musical
Dans le clip de la chanson, réalisé par Wayne Isham, Sheryl Crow apparaît engagée dans des courses et des poursuites avec différents types de véhicules : voitures de tourisme, motocross et voitures de course. Le clip recrée ainsi les scènes des films interprétés par Steve McQueen. Ces scènes sont entrecoupées de vidéo montrant Sheryl Crow en train de jouer sur une Fender Telecaster Fiesta Red avec son groupe.

## Disponibilités du titre
Single CD 2-titres US et single cassette 2-titres UK,
1. Steve McQueen – 3:24
2. If It Makes You Happy (live from Abbey Road Studios) – 3:45

CD1 Royaume-Uni
1. Steve McQueen (version album) – 3:24
2. The Difficult Kind (live from Abbey Road Studios) – 6:35
3. If It Makes You Happy (live from Abbey Road Studios) – 3:45
4. Soak Up the Sun (vidéoclip) – 3:49

CD2 Royaume-Uni
1. Steve McQueen – 3:24
2. If It Makes You Happy (live from Abbey Road Studios) – 3:45
3. My Favorite Mistake (live from Abbey Road Studios) – 4:02

Single CD 2-titres Europe
1. Steve McQueen (version album) – 3:24
2. The Difficult Kind (live from Abbey Road Studios) – 6:35